# القوات البرية الروسية
القوات البرية للاتحاد الروسي (بالروسية: Сухопутные войска Российской Федерации, tr. Suhoputnye voyska Rossiyskoy Federatsii) أو الجيش الروسي هي القوات البرية التابعة للقوات المسلحة الخاضعة لروسيا الاتحادية. أنشئت عام 1992 على أطلال الجيش السوفييتي بعد تفكك الاتحاد السوفييتي وعاصر في بداية نشوئه الأزمات الاقتصادية التي واجهت روسيا في التسعينيات وتضعضع الناتج المحلي الإجمالي لروسيا. لكن رغم حداثة عهده فإن تاريخ القوات البرية الروسية مرتبط بعمق بأسلافه الجيش السوفييتي والجيش الإمبراطوري الروسي وجيش كييف روس.

## مهمة
المسؤوليات الرئيسية من القوات البرية هي حماية حدود الدولة ومكافحة على الأرض، أمن الأراضي المحتلة، وهزيمة قوات العدو. يجب أن تكون قادرة على تحقيق هذه الأهداف سواء في الحرب النووية والحرب غير النووية، ولا سيما من دون استخدام أسلحة الدمار الشامل من القوات البرية. وعلاوة على ذلك، يجب أن تكون قادرة على حماية المصالح الوطنية لروسيا في إطار التزاماتها الدولية.
وتتولى القيادة الرئيسية للقوات الأرضية رسميا لتحقيق الأهداف التالية:
- تدريب القوات للقتال، على أساس المهام التي تحددها هيئة الأركان العامة للقوات المسلحة ".
- تحسين هيكل القوات وتكوينها، وتعظيم الاستفادة من أعدادهم، بما في ذلك القوات الخاصة.
- تطوير النظرية والممارسة العسكرية.
- تطوير واستحداث كتيبات التدريب الميداني، والتكتيكات، والمنهجية.
- تحسين التدريب التشغيلية والقتالية للقوات الأرضية.

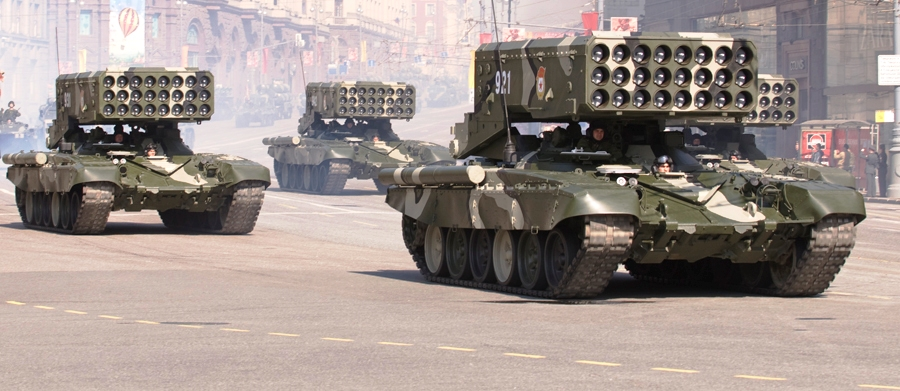
TOS-1 MRL

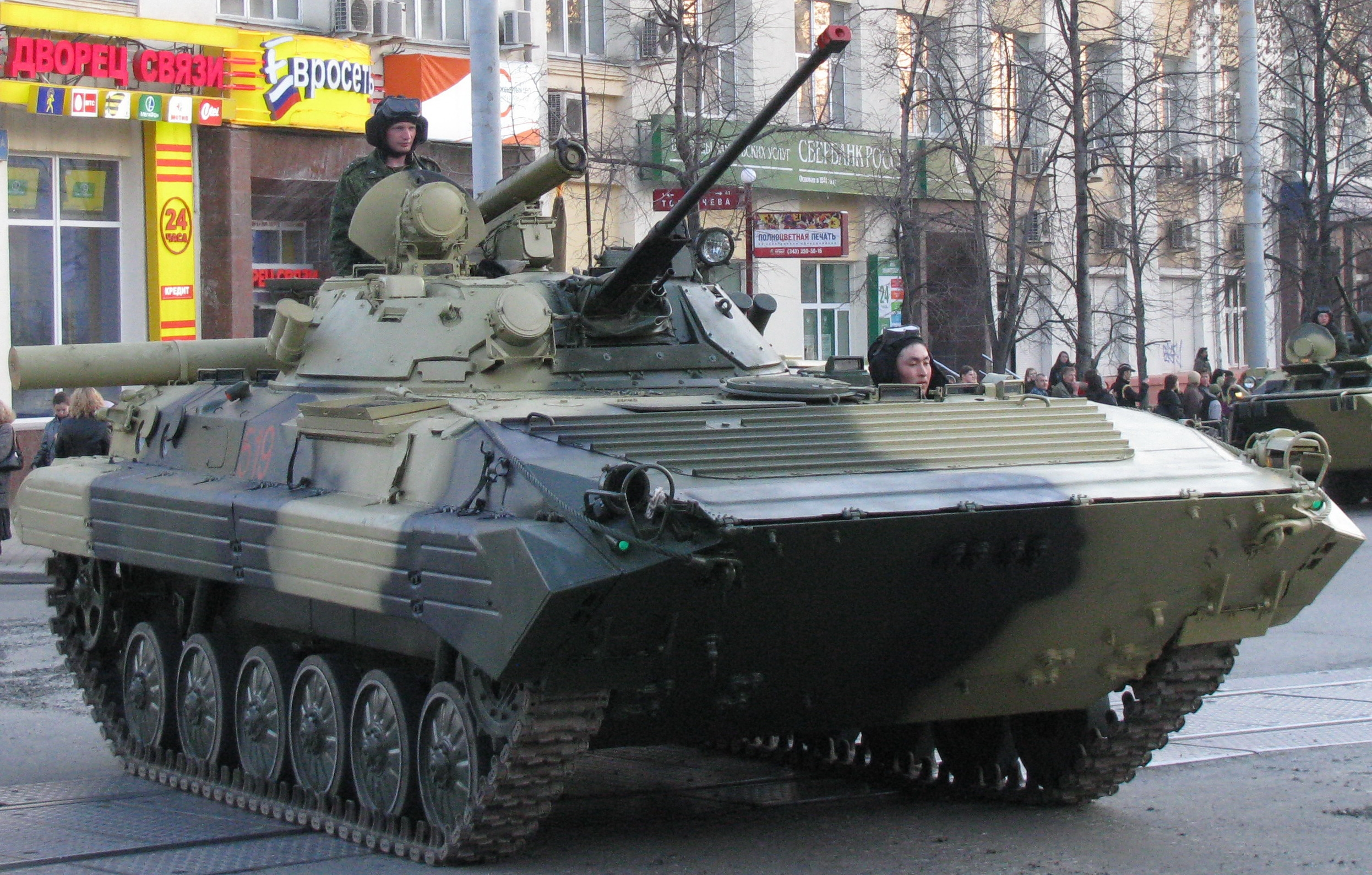
القوات البرية الروسية في موكب إلى موسكو، مع بي إم بي-2.

## التاريخ
كما تفكك الاتحاد السوفيتي، بذلت جهود للحفاظ على القوات المسلحة السوفيتية باعتبارها بنية عسكرية واحدة لكومنولث الدول المستقلة الجديدة. وعين وزير الدفاع الأخير من الاتحاد السوفياتي، المارشال شابوشنيكوف يفغيني، القائد الأعلى للقوات المسلحة رابطة الدول المستقلة في ديسمبر كانون الأول عام 1991. ومن بين العديد من المعاهدات التي وقعتها الجمهوريات السابقة، من أجل توجيه الفترة الانتقالية، كان اتفاق مؤقت على قوات الأغراض العامة، وقعت في مينسك في 14 فبراير 1992. ومع ذلك، بمجرد أن أصبح واضحا أن أوكرانيا (ويحتمل أن تكون الجمهوريات الأخرى) كان مصمما على تقويض مفهوم قوات الأغراض العامة المشتركة وتشكيل قواتهم المسلحة، والجديد انتقلت الحكومة الروسية لتشكيل قواتها المسلحة.
وقع رئيس الاتحاد الروسي بوريس يلتسين مرسوما بتشكيل وزارة الدفاع الروسية يوم 7 مايو عام 1992، تأسيس القوات البرية الروسية إلى جانب أجزاء أخرى من القوات المسلحة للاتحاد الروسي. في ذلك الوقت، كانت هيئة الأركان العامة في عملية سحب عشرات الآلاف من الموظفين من مجموعة القوات السوفيتية في ألمانيا، والمجموعة الشمالية من القوات في بولندا، والمجموعة الوسطى للقوات في تشيكوسلوفاكيا، والمجموعة الجنوبية للقوات في المجر ومن منغوليا.
وكان سبعة وثلاثون الانقسامات إلى أن انسحبت من المجموعات الأربع للقوات ودول البلطيق، وكانت الانقسامات الوفاض 57 مجموعها أربع مناطق عسكرية إلى روسيا البيضاء وأوكرانيا. ويمكن الحصول على بعض فكرة عن حجم الانسحاب من القائمة الانقسام. لتذويب القوات البرية السوفياتية، كان الانسحاب من دول حلف وارسو السابق ودول البلطيق عملية شاقة للغاية، ومكلفة، والمنهكة. والمناطق العسكرية التي بقيت في روسيا بعد انهيار الاتحاد تتألف في معظمها من تشكيلات كادر mobilisable ، القوات البرية الروسية و، إلى حد كبير، التي أنشأتها الانتقال تشكيلات سابقا الكامل القوة من أوروبا الشرقية إلى تلك المناطق من نقص الموارد. ومع ذلك، كانت المرافق في تلك المناطق غير كافية لإيواء طوفان من الأفراد والمعدات العائدين من الخارج، والعديد من وحدات «تم تفريغ حمولة من عربات السكك الحديدية في حقول فارغة.» الحاجة للتدمير ونقل كميات كبيرة من الأسلحة بموجب معاهدة القوات المسلحة التقليدية في أوروبا أيضا استلزم تعديلات كبيرة.

### خطط الإصلاح بعد انهيار الاتحاد السوفيتي
َنشرت صحيفة "كراسنايا زفيزدا" التابعة لوزارة الدفاع خطة إصلاح في 21 يوليو/تموز 1992، في وقت لاحق قال أحد المعلقين ان هيئة الأركان العامة وضعتها «على عجل» لأجل «لتلبية الطلب العام لإجراء تغييرات جذرية.» ومنذ ذلك الحين، أصبحت هيئة الأركان العامة معقلًا للتيار المحافظ، مما تسبب في تراكم المشاكل التي أصبحت في وقت لاحق حرجة. دعت خطة الإصلاح والتغيير إلى تغيير هيكل الجيش والفرقة والفوج إلى هيكل الفيلق واللواء. وكان من المفترض أن تكون الهياكل الجديدة أكثر كفاءة في ظل غياب خطوط المواجهة، وأكثر قدرة على العمل المستقل على جميع المستويات. والتحول المتوقع أن الهيكل الجديد ثبت أن تكون نادرة، غير النظامية، وعكس في بعض الأحيان. كانت الألوية الجديدة التي ظهرت في الغالب الانقسامات التي تعطلت حتى حدث ل تكون على نقاط القوة لواء المقترحة. وكان تشكيلات شكلت الانقسامات - مثل جديدة باسم شعبة جديدة للسيارات 3 بندقية في منطقة موسكو العسكرية، التي تشكلت على أساس حل دبابات، بدلا من ألوية جديدة.
قليل من الإصلاحات المخطط لها في أوائل عام 1990 في نهاية الأمر، لثلاثة أسباب: أولا، كان هناك غياب التوجيه السياسي المدنيين شركة، مع الرئيس يلتسين مهتمة في المقام الأول في ضمان أن القوات المسلحة كانت السيطرة عليها والموالين، بدلا من إصلاحه. ثانيا، تفاقم تراجع التمويل التقدم. أخيرا، لم يكن هناك توافق في الآراء شركة داخل الجيش حول ما يجب أن تنفذ الاصلاحات. الجنرال بافل غراتشيف، وزير الدفاع الروسي الأول من (1992-1996)، والإصلاحات التي تم الإعلان عنها على نطاق واسع، ولكن رغبته في الحفاظ على الجيش القديم على الطراز السوفياتي، مع أعداد كبيرة من التكوينات المنخفضة القوة واستمر التجنيد الشامل. حاولت هيئة الأركان العامة والقوات المسلحة للحفاظ على المذاهب الحقبة السوفياتية، نشر، والأسلحة، والبعثات في غياب إرشادات جديدة الصلبة.
إدعى الخبير العسكري البريطاني مايكل أور أن التسلسل الهرمي وجد صعوبة كبيرة في فهم كامل للحالة المتغيرة، وذلك بسبب تعليمهم. كما خريجي الأكاديميات العسكرية السوفياتية، أنهم تلقوا التدريب التشغيلية والموظفين كبيرة، ولكن من الناحية السياسية التي تعلموها أيديولوجية، بدلا من التفاهم واسعة من الشؤون الدولية. وبالتالي، على توسيع حلف شمال الأطلسي إلى بين الشرق ويمكن أن لا تكيف نفسها والقوات المسلحة للفرص والتحديات الجديدة التي تواجهها.

### أزمة الداخلية لعام 1993
أصبحت القوات البرية على مضض المشاركة في الأزمة الدستورية الروسية لعام 1993 بعد أن أصدر الرئيس يلتسين مرسوما بحل البرلمان غير دستوري، وبعد مقاومة البرلمان ليلتسين توطيد السلطة واصلاحاته الليبرالية الجديدة. تحصن مجموعة من النواب، بما في ذلك نائب الرئيس الكسندر روتسكوي، أنفسهم داخل مبنى البرلمان. في حين يعطي الدعم الشعبي للرئيس، القوات المسلحة، بقيادة الجنرال غراتشيف، حاول البقاء على الحياد، في أعقاب رغبات الضباط. القيادة العسكرية لم يكونوا متأكدين من كل من صواب السبب يلتسين وموثوقية بهم قوات، وكان لا بد من اقتناع مطولا من قبل يلتسين لمهاجمة البرلمان.
عندما تم الهجوم التي شنت أخيرا، استخدمت قوات من خمسة أقسام مختلفة في جميع أنحاء موسكو، وكان معظمهم من الموظفين العاملين من ضباط وكبار ضباط الصف. وكانت هناك أيضا دلائل على أن بعض التشكيلات المنتشرة في موسكو إلا في ظل الاحتجاج. ومع ذلك، مرة واحدة قد اقتحموا البرلمان، اعتقلت زعماء البرلمان، والرقابة المفروضة مؤقتة، نجح يلتسين في احتفاظ بالسلطة.

### حروب الشيشان

#### الحرب الشيشانية الأولى
مع تفكك الاتحاد السوفيتي، أعلن الشعب الشيشاني استقلاله في نوفمبر/تشرين الثاني 1991، بقيادة الجنرال، تحت قيادة ضابط القوات الجوية السابق الجنرال جوهر دوداييف. كان ينظر إلى استمرار استقلال الشيشان عن الحد من سلطة موسكو؛ أصبحت الشيشان ينظر إليها على أنها ملاذ للمجرمين، وبدأت مجموعة متشددة داخل الكرملين الدعوة للحرب. وعقد اجتماع لمجلس الأمن 29 نوفمبر 1994، حيث أمر يلتسين الشيشانيين لنزع سلاح، وإلا ان موسكو استعادة النظام، وأكد وزير الدفاع بافل غراتشيف يلتسين انه «اتخاذ غروزني مع واحد فوج هجوما جويا في ساعتين.»
بدأت العملية في 11 ديسمبر عام 1994، وبحلول 31 ديسمبر كانون الأول ان القوات الروسية تدخل غروزني، عاصمة الشيشان. وقد أمر اللواء بندقية موتور 131 للقيام بدفعة سريعة ل وسط المدينة، ولكن بعد ذلك دمرت تقريبا في كمائن الشيشان . بعد الاستيلاء أخيرا غروزني وسط مقاومة شرسة، وتحركت القوات الروسية إلى الشيشان معاقل أخرى. عندما تولى المسلحين الشيشان الرهائن في المستشفى أزمة الرهائن في ستافروبول كراي بوديونوفسك في يونيو حزيران عام 1995، بدا السلام ممكنا لبعض الوقت، ولكن استمر القتال. بعد هذا الحادث، وأحيلت الانفصاليين باسم المتمردين أو الإرهابيين داخل روسيا.
اغتيل Dzhokar دوداييف في نيسان عام 1996، وذلك الصيف، استعادت الشيشانية غروزني هجوم. ألكسندر ليبيد، ثم بدأ أمين مجلس الأمن محادثات مع زعيم المتمردين الشيشان أصلان مسخادوف في آب 1996، وقعت اتفاقا في 22/23 آب أغسطس؛ بحلول نهاية ذلك الشهر، انتهاء القتال. وقد تم توقيع وقف إطلاق النار رسميا في بلدة خاسافيورت الداغستانية من يوم 31 آب عام 1996، التي تنص على أن اتفاق رسمي حول العلاقات بين جمهورية الشيشان الشيشان والحكومة الروسية الاتحادية لا تحتاج يتم التوقيع حتى أواخر عام 2001 .
الكتابة بعد بضع سنوات، ووصف ديمتري ترينين وألكسي مالاشينكو أداء الجيش الروسي في الشيشان بأنها «قاصرة بشكل فاضح على جميع المستويات، من القائد العام للقوات المسلحة إلى صياغة خاصة.» أداء القوات البرية في الحرب الشيشانية الأولى وقال مايكل أور «تم تقييم من قبل الأكاديمية البريطانية بأنها» سيئة مروع". الكتابة بعد ست سنوات كان واحدا من الأسباب الجذرية لل فشل الروسي في 1994-1996 عدم قدرتها على رفع ونشر قوة عسكرية مدربة بشكل صحيح."

## ببليوغرافيا
روسيا